# 제임스 웨스터필드

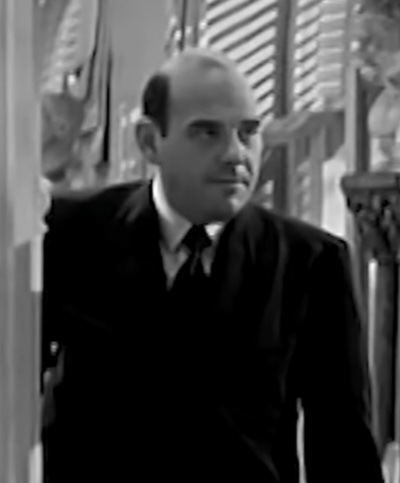

제임스 웨스터필드(James Westerfield, 1913년 3월 22일 ~ 1971년 9월 20일)는 미국의 텔레비전 배우, 연극 배우이다.
뉴욕에서 태어났으며 우들랜드힐스에서 사망하였다. 사인은 심근 경색이다.

## 영화
- 진정한 용기 (1969년)
- 집행자 (1967년)
- LA 현금 탈취 작전 (1966년)
- 댓 퍼니 필링 (1965년)
- 서부의 4형제 (1965년)
- 가장 좋은 남성용 스포츠 (1964년)
- 해변 파티 3 - 비키니 비치 (1964년)
- 건망증 선생님 2 (1963년)
- 버드맨 오브 알카트라즈 (1962년)
- 건망증 선생님 (1961년)
- 4인의 무뢰한 (1960년)
- 분노의 강 (1960년)
- 보난자 (1959년)
- 쉐기 독 (1959년)
- 프라우드 레벨 (1958년)
- 카우보이 (1958년)
- 페리 메이슨 (1957년)
- 선다운의 결전 (1957년)
- 딜론 보안관 (1955년)
- 디즈니랜드 (1954년) - 셔리프 베리 역
- 워터프론트 (1954년)
- 사이드 스트리트 (1950년)
- 스튜디오 원 (1948년)
- 어라운드 더 월드 (1943년)
- 수줍은 독신남 (1942년)